# 2011 SP189
Az 2011 SP189 egy kisbolygó a Mars trójai csoportjában. A Mount Lemmon Survey program keretein belül fedezték fel 2011. szeptember 29-én.